# 羅傑爾·蓋雷羅
羅傑爾·蓋雷羅（波蘭語：Roger Guerreiro；1982年5月25日—）是一位巴西裔的波蘭足球運動員。在場上的位置是攻擊型中場。他現在效力於巴西里約布朗科體育俱樂部。他曾效力於雅典AEK。他在2008年4月17日取得波蘭國籍，並且代表波蘭國家足球隊參賽。